# آثار باستانی (فیلم)
آثار باستانی (به انگلیسی: Antiquities) یک فیلم کمدی آمریکایی محصول سال ۲۰۱۸ به کارگردانی دنیل کمبل با بازی اندرو جی وست، میکلا واتکینس، مایکل گلیدیس، اشلی گرین و مری استینبورگن است.
این فیلم دارای امتیاز ۱۰۰٪ در راتن تومیتوز، بر اساس پنج نقد با میانگین امتیاز ۷٫۳ از ۱۰ است.

## داستان
پس از مرگ پدرش، یک مرد جوان به نام والت پس از مدت‌ها به زادگاه پدرش می‌آید تا بیشتر دربارهٔ پدر مرحومش بداند. اما…